# Summarische Eingangsanmeldung
Der Begriff Summarische Eingangsanmeldung (ESumA), früher Summarische Anmeldung (SumA), bezeichnet ein Verfahren aus dem Zollwesen. Die Summarische Eingangsanmeldung ist immer dann erforderlich, wenn Nichtunionswaren in das Zollgebiet der Union eingeführt wurden, aber eine Zollanmeldung noch nicht möglich ist. Gründe hierfür können sein:
- das Zollverfahren, in welches die Waren überführt werden, ist bis dato noch nicht bekannt
- zur ordnungsgemäßen Zollanmeldung fehlen noch notwendige Unterlagen wie z. B. eine Einfuhrgenehmigung

Da die Nichtunionswaren bis zur Zollanmeldung nicht verändert, verkauft oder in einem Produktionsprozess übergehen dürfen, dient die Summarische Eingangsanmeldung der Sicherung der Nämlichkeit. Maßnahmen zur Erhaltung der Ware sind jedoch erlaubt. Durch die genaue Beschreibung der Ware soll sichergestellt werden, dass die importierte Ware der Ware entspricht, die zu einem späteren Zeitpunkt zur Zollanmeldung dem Zollamt gestellt wird.

## Inhalt
Die Summarische Eingangsanmeldung liefert einen Überblick über die eingeführten Waren. Sie muss unter anderem die Warenart, Warenmenge, Verpackung und Beförderungsmittel aufführen. Sie enthält mehr Angaben als eine sogenannte Gestellungsmitteilung, jedoch weniger als die spätere ordnungsgemäße Zollanmeldung.

## Formvorschriften
Grundsätzlich sollte die Summarische Eingangsanmeldung über die Zollsoftware ATLAS erfolgen. Nach dem Zollrecht ist aber auch möglich, jedes beliebige Verwaltungs- oder Handelspapier zu verwenden, sofern es die zur Warenerfassung erforderlichen Angaben enthält. Mögliche Dokumente sind
- Interne und externe gemeinsame Versandverfahren
- Frachtbrief
- Ladeliste

Die Person, die die Summarische Eingangsanmeldung abgibt, muss diese auch unterschreiben.

## Fristen
Bis zur Zollanmeldung müssen die Waren vorübergehend verwahrt werden (z. B. direkt bei der Zollstelle). Der Ort der Verwahrung wird dem Gestellenden schriftlich mitgeteilt. Für die Überführung in ein Zollverfahren, also Anmeldung, ist eine Frist von 90 Tagen einzuhalten.